# Enkelen
Het enkelen (ook bekend als Singling up) is een proces in de scheepvaart waarbij men alle overbodige lijnen of extra lijnen die uitgezet zijn geweest om een schip op haar positie te houden verwijdert. Na het enkelen zou er zich op iedere positie (voor en achter, dwars en spring) nog maar één meertros mogen bevinden. Dit proces vindt meestal plaats voor het afschepen van een schip zodat eens het vertreksignaal gegeven wordt het schip snel van de kaai kan worden gelost.